# Porte d'Olkhon
La porte d'Olkhon (en russe : Ольхонские Ворота, Olkhonskié Vorota, en bouriate : Аман, Aman) est un détroit du lac Baïkal, dans le raïon d'Olkhon de l'oblast d'Irkoutsk, en Russie. Il sépare le sud-ouest de l'île d'Olkhon de la rive occidentale du Baïkal. Au nord, le détroit s'ouvre sur la Maloïe More et au sud, sur le bassin central du Baïkal. 

## Géographie
La porte d'Olkhon est un détroit du lac Baïkal sur sa côte occidentale, située administrativement dans le raïon d'Olkhon, raïon de l'oblast d'Irkoutsk, un sujet en Sibérie de la Russie.
L'île d'Olkhon est séparée du continent dans sa partie sud-ouest par la porte d'Olkhon, détroit large au minimum de 1,3 km et au maximum de 2,7 km.  Il est long de 8,5 km entre d'une part les caps Oulan et Kobylya Golova donnant sur la Petite mer et d'autre part les caps Ounchoun et Krest donnant sur le bassin central du lac Baïkal. Plusieurs baies découpent les rives du détroit, avec du côté du continent les baies Kourkoutskaïa, Bazarnaïa et le golfe de Toutaï, tandis que du côté d'Olkhon se trouvent les golfes de Khoul et de Zagli. Du côté nord-ouest se trouvent les gorges de Sarma, d'où souffle le vent fort éponyme.
La profondeur moyenne du détroit s'établit à 30–40 m, mais la partie nord est moins profonde tandis que la partie sud est plus profonde, atteignant les 100 m de profondeur.

## Transports

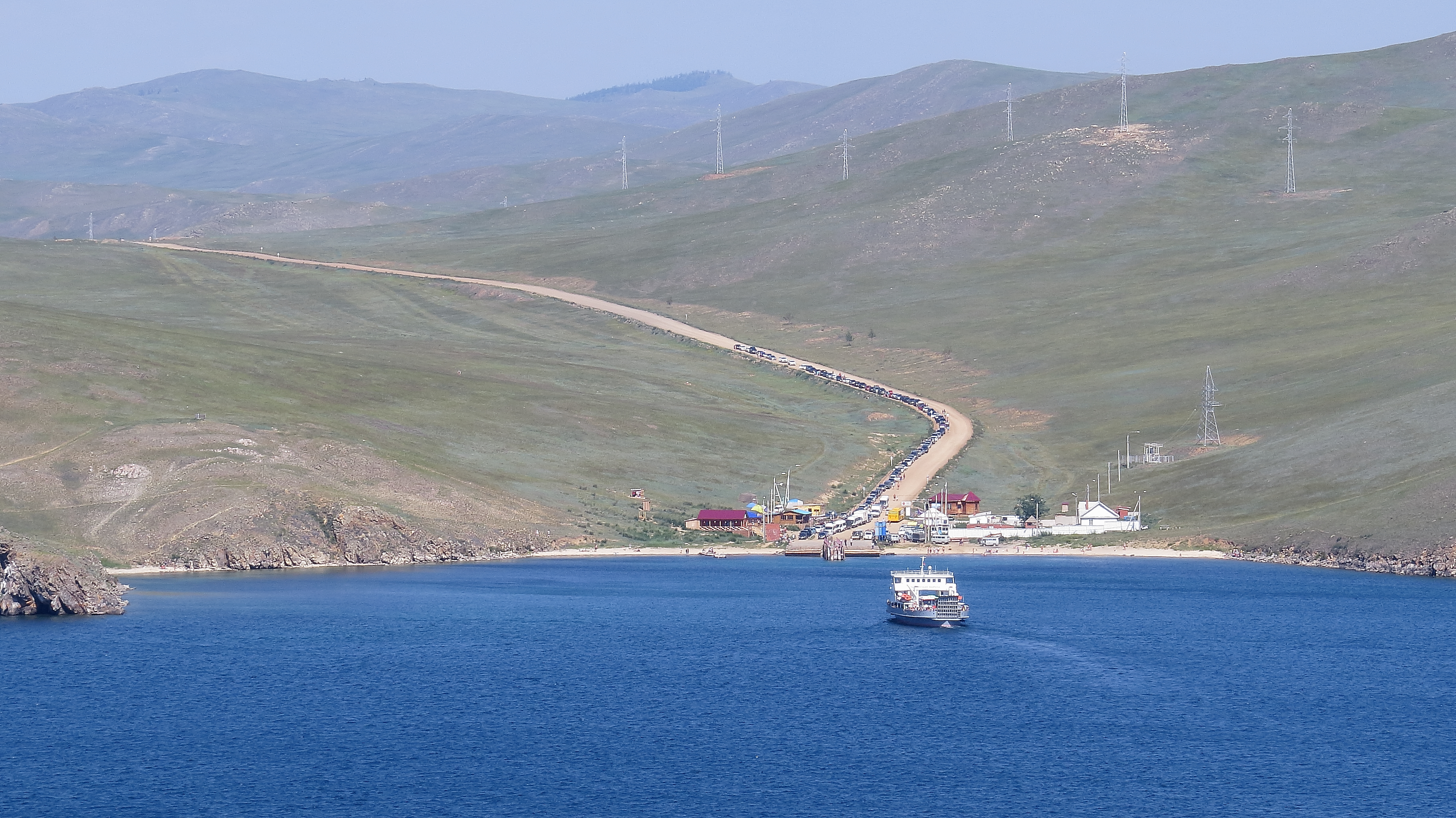
Le ferry menant à Olkhon pendant la saison touristique.

Dans la partie centrale du détroit, le ferry « Sakhiourta (MRS) — île d'Olkhon » fonctionne du 10 mai au 31 décembre, et la traversée est gratuite. En hiver, une route de glace est ouverte, avec des poteaux délimitant la route qui emprunte l'itinéraire du ferry. Traversée fortement empruntée en été lors de la haute saison touristique, l'attente peut durer jusqu'à trois heures pour les voitures et camions l'empruntant. Trois bateaux font les rotations depuis 2016 (auparavant deux), la première rotation commençant à 7h00 et la dernière finissant aux alentours de 23h.
En 2005, un câble électrique a été posé sous le détroit, permettant de relier l'île d'Olkhon au réseau électrique national.